# Jaume Costa
Jaume Vicent Costa Jordá (ur. 18 marca 1988 w Walencji) – hiszpański piłkarz występujący na pozycji obrońcy.